# Социализация на икономиката
Икономическата социализация е фашистка икономическа доктрина, представяна като „трети път“ между капитализма и ортодоксалния социализъм. Теорията за икономическата социализация никога не е била осъществява на практика, поради събитията от Втората световна война.